# Роб Френд
Роб Френд (англ. Rob Friend, нар. 23 січня 1981) — канадський футболіст, що грав на позиції нападника.
Виступав, зокрема, за клуби «Молде», «Боруссія» (Менхенгладбах) та «Айнтрахт», а також національну збірну Канади.

## Клубна кар'єра
Народився 23 січня 1981 року.
У дорослому футболі дебютував 2003 року виступами за команду «Мосс», в якій провів один сезон, взявши участь у 41 матчі чемпіонату. 
Своєю грою за цю команду привернув увагу представників тренерського штабу клубу «Молде», до складу якого приєднався 2004 року. Відіграв за команду з Молде наступні два сезони своєї ігрової кар'єри. Більшість часу, проведеного у складі «Молде», був основним гравцем атакувальної ланки команди. У складі «Молде» був одним з головних бомбардирів команди, маючи середню результативність на рівні 0,36 гола за гру першості.
Згодом з 2006 по 2007 рік грав у складі команд «Геренвен» та «Гераклес» (Алмело).
У 2007 році уклав контракт з клубом «Боруссія» (Менхенгладбах), у складі якого провів наступні три роки своєї кар'єри гравця.  Граючи у складі «Боруссії» також здебільшого виходив на поле в основному складі команди. В новому клубі був серед найкращих голеодорів, відзначаючись забитим голом в середньому щонайменше у кожній третій грі чемпіонату.
Протягом 2010—2011 років захищав кольори клубу «Герта».
З 2011 року два сезони захищав кольори клубу «Айнтрахт». 
Протягом 2013—2014 років захищав кольори клубу «Мюнхен 1860».
Завершив ігрову кар'єру у команді «Лос-Анджелес Гелаксі», за яку виступав протягом 2014 року.

## Виступи за збірні
У 2001 році залучався до складу молодіжної збірної Канади.
У 2006 році дебютував в офіційних матчах у складі національної збірної Канади.
Загалом протягом кар'єри в національній команді, яка тривала 6 років, провів у її формі 31 матч, забивши 2 голи.